# Liebling, jetzt haben wir ein Riesenbaby
Liebling, jetzt haben wir ein Riesenbaby ist ein 1992 produzierter Walt-Disney-Pictures-Film mit Rick Moranis in der Rolle des Wayne Szalinski, welchen er schon zuvor in dem Film Liebling, ich habe die Kinder geschrumpft verkörperte. Regie führte Randal Kleiser. Der Film startete am 28. Januar 1993 in den deutschen Kinos.
Weitere Schauspieler sind Marcia Strassman als Waynes Frau Diane und Robert Oliveri, der ihren im Film zuvor geschrumpften Sohn Nick verkörpert. Keri Russell ist Mandy, die Babysitterin und als Antagonist von Wayne und seiner Familie John Shea, der Dr. Charles Hendrickson spielt.

## Handlung
Der Film beginnt mit dem Abschied von Wayne Szalinski, seiner Tochter Amy und seiner Frau Diane. Diane bringt Amy aufs College, während Wayne, Sohn Nick und der kleine Adam zuhause bleiben. Wayne bringt Nick zur Schule und fährt dann zur Arbeit, wo gerade ein Versuch mit Waynes Erfindung stattfindet, der aber fehlschlägt. Dr. Hendrickson ist nicht begeistert vom Ergebnis und stellt Szalinski zur Rede, der sich zu erklären versucht.
An einem Samstag fährt Wayne mit Nick und Adam ins Labor, um ohne Erlaubnis einen Test mit seiner Maschine durchzuführen. Dazu braucht er ein Versuchsobjekt und nimmt dazu den Stoffhasen des kleinen Adam. Zudem will er noch die Intensität des Strahls verändern, was schließlich zur Löschung der Datenbank führt. Als der Versuch beginnt, achtet niemand auf Adam, welcher versucht, seinen Hasen zurückzuholen. Dabei wird er vom Strahl getroffen und geht darauf, ohne dass jemand etwas gemerkt hat, zurück in seinen Buggy. Dabei wuchs er ein wenig, wie Wayne später, als er ihn aus dem Kindersitz nehmen will, auch merkt.
Zuhause angekommen kocht Wayne etwas für Adam in der Mikrowelle. Nachdem das Essen fertig ist, überträgt sich Elektrizität von der Mikrowelle auf Adam, worauf dieser enorm wächst. Mit Schrecken stellen es die zwei anderen später auch fest.
Als sie nochmals im Labor waren und wieder zurückkommen, ist Diane bereits zurückgekehrt und wird schließlich mit der Tatsache konfrontiert, dass ihr jüngster Sohn zwei Meter groß ist. Wayne und Diane beschließen daraufhin, im Labor die Schrumpfmaschine aus dem vorigen Film zu holen, um Adam damit wieder zu schrumpfen. Währenddessen ist jedoch die Babysitterin Mandy gekommen, und Adam ist aufgrund des Fernsehers auf viereinhalb Meter gewachsen.
Adam wird daraufhin in einem Lastwagen transportiert und wächst wegen der Hochspannungsleitung auf 15 Meter. Er begibt sich auf den Weg nach Las Vegas, nachdem er aus dem Lastwagen ausgebrochen ist.
Durch das Vergrößern von Diane gelingt es letztendlich doch noch, Adam wieder auf Normalmaß zu schrumpfen. In der Schlusssequenz sieht man Nick und Mandy, in einem Sportwagen flirtend, die mit Adam zusammen jetzt zu Winzlingen geschrumpft sind (weil sie sich normalgroß in der Riesentasche von Adam befanden), und wie Adam auf den Riesenhasen, der mit ihm gewachsen ist aber nicht beim Schrumpfprozess dabei war, reagiert.

## Kritiken
Das Lexikon des internationalen Films schrieb, die „nur teilweise witzige“ Fortsetzung könne weder in Dramaturgie noch in der Tricktechnik „an den turbulenten Ideenreichtum des Vorgängers heranreichen.“
Die Deutsche Film- und Medienbewertung FBW in Wiesbaden verlieh dem Film das Prädikat wertvoll.